# Орловка (Степний сільський округ)
Орло́вка (каз. Орловка) — село у складі Бородуліхинського району Абайської області Казахстану. Входить до складу Степного сільського округу.
Населення — 130 осіб (2021; 156 у 2009, 235 у 1999, 574 у 1989).
Національний склад станом на 1989 рік:
- казахи — 47 %
- росіяни — 40 %